# Nultočka
Nultočka ili korijen realne funkcije realne varijable {\displaystyle f:\mathbb {R} \to \mathbb {R} } je realni broj {\displaystyle x\in \mathbb {R} } za koji funkcija f postiže vrijednost jednaku nuli, tj. za koju je f(x)=0. 
Često se istim nazivom, nultočkom naziva i proširenje osnovne definicije pojma, kod realnih funkcija čiji argument ne mora nužno biti realni broj. Pa se tako govori o npr. kompleksnim nultočkama, a proširenje definicije je moguće i na matematičke pojmove koji nisu nužno brojevi (poput vektora ili matrica). U tom se slučaju nultočkom naziva ona vrijednost iz područja definicije funkcije, za koju ta realna funkcija poprima vrijednost jednaku nuli.
Višestruka nultočka n-tog reda je nultočka funkcije f(x) koja je ujedno i nultočka svih derivacija funkcije f(x) do (uključujući) n-1 derivacije (ako one postoje, te ako su definirane u toj točki). Dakle, ako je x1 n-terostruka nultočka funkcije f(x), tada vrijedi:
{\displaystyle f(x_{1})=0,f'(x_{1})=0,f''(x_{1})=0,...,f^{n-1}(x_{1})=0.}
Višestruke nultočke uobičajeno zovemo prema njihovoj kratnosti, dvostrukom nultočkom, trostrukom nultočkom, itd. 
Neki autori razlikuju pojam nulišta od nultočke, smatrajući da funkcija postiže nulište, a da graf funkcije ima nultočku, no ta distinkcija pojmova nije uobičajena u akademskoj zajednici. U projektu Hrvatskog strukovnog nazivlja Instituta za hrvatski jezik i jezikoslovlje, nulište i ništište se navode kao istoznačnice (sinonimi) za nultočku.